# Jan Skogh
Jan Skogh (ur. 25 maja 1941, zm. 8 stycznia 2019) – szwedzki szermierz, brązowy medalista mistrzostw świata.
Podczas mistrzostw świata w Moskwie w 1966 roku Szwedzi w składzie: Karl-Erik Broms, Hans Lagerwall, Lars-Erik Larsson, Jan Skogh i Carl von Essen zdobyli brązowy medal w zawodach drużynowych. Był to jedyny medal Skogha wywalczony w zawodach tego cyklu.
Nigdy nie wziął udziału w igrzyskach olimpijskich.